# Tubares (Chihuahua)
Tubares es una comunidad perteneciente al estado mexicano de Chihuahua, localizada en el municipio de Urique, cercano a los límites con el estado de Sinaloa.

## Historia
Lo que hoy es la población de Tubares, tuvo su origen como una misión fundanda por los padres de la Compañía de Jesús para la evangelización de los pueblos que habitaban en lo profundo de las barrancas que desde la Sierra Madre Occidental hacia los valles de Sinaloa.
Por las dificultades de acceso a estas zonas desde el norte, que hoy forma el estado de Chihuahua, los primeros españoles que llegaron a esta zona lo hicieron desde el sur, del hoy estado de Sinaloa. Esta zona de barrancas destacaba por la gran variedad lingüística de sus pobladores, hablándose en la zona el cahíta, el tarahumara, guazapar y el tubar. La etnia de los tubares son hasta la fecha una de las que se tienen menor conocimiento sobre sus orígenes y cultura, en 2010 el Instituto Nacional de Antropología e Historia descubrió asentamientos y ruinas atribuidas a esta cultura en cuevas de la de Barranca de Sinforosa.
Por su aislamiento geográfico y localización en los confines de los estados de Chihuahua, Durango y Sinaloa —el denominado triángulo dorado—, Tubares ha sufrido el embate de grupos armados y delicuenciales, principalmente dedicados al narcotráfico. Durante varios episodios circunscritos en la guerra contra el narcotráfico en México la población fue atacada resultando en la muerte de varios de sus pobladores.

## Localización y demografía
Tubares es una pequeña población que se encuentra en el extremo suroeste del estado de Chihuahua, en la zona de barrancas que descienden desde la Sierra Madre Occidental hasta la planicie costera del Pacífico en el estado de Sinaloa. Se encuentra localizado en las coordenadas 26°56′32″N 107°58′42″O / 26.94222, -107.97833 y a una altitud de solo 280 metros sobre el nivel del mar. 
Tubares se encuentra en la margen sur del alto río Fuerte, a unos tres kilómetros de su formación por la unión del río Urique y el río Verde y a unos cincuenta kilómetros al sur de la cabecera municipal, el pueblo de Urique. Es una comunidad aislada y de muy difícil acceso con el resto del estado, su único medio de comunicación es una carretera de terracería y a un puente sobre el río Fuerte de reciente construcción. Por estar localizado a solo 280 metros sobre el nivel del mar, Tubares registra altas temperaturas y la vegetación que lo rodea está formada por especies tropicales y selva.
De acuerdo con el Censo de Población y Vivienda realizado en 2010 por el Instituto Nacional de Estadística y Geografía la población total de Tubares es de 141 habitantes, de los que 75 son hombres y 66 son mujeres.